# Sandra Poulsen
Sandra Wayne Poulsen detta Sandy (San Francisco, 24 luglio 1952) è un'ex sciatrice alpina statunitense.

## Biografia
Figlia del saltatore con gli sci Wayne e sorella degli sciatori alpini Eric e Lance, Sandra Poulsen è nata a San Francisco ma è cresciuta a Squaw Valley. Sciatrice polivalente, in Coppa del Mondo esordì il 16 dicembre 1970 a Val-d'Isère in slalom speciale, senza completare la prova, e ottenne il primo piazzamento di rilievo il 20 febbraio 1971 a Sugarloaf in slalom gigante (6ª). L'anno dopo prese parte agli XI Giochi olimpici invernali di Sapporo 1972 (validi anche come Mondiali 1972), sua unica presenza olimpica, dove fu 21ª nella discesa libera e non completò lo slalom gigante. In Coppa del Mondo ottenne l'unico podio l'11 febbraio 1973, classificandosi 3ª in slalom speciale ad Abetone dietro a Monika Kaserer e a Traudl Treichl, e l'ultimo piazzamento a punti il 3 febbraio 1974 a Les Gets in slalom gigante (9ª), sua ultima gara nel circuito; ai successivi Mondiali di Sankt Moritz 1974, suo congedo agonistico, chiuse 22ª nella discesa libera e 11ª nello slalom gigante.

## Palmarès

### Coppa del Mondo
- Miglior piazzamento in classifica generale: 16ª nel 1972
- 1 podio:
  - 1 terzo posto

### Campionati statunitensi
- 1 oro (slalom gigante nel 1972)[senza fonte]